# Chamaeota
Chamaeota is een geslacht van schimmels behorend tot de familie Pluteaceae.

## Soorten
Volgens Index Fungorum telt het geslacht acht soorten (peildatum februari 2023):
| Soortnaam                  | Auteur(s)                   | Publicatiejaar |
| -------------------------- | --------------------------- | -------------- |
| Chamaeota broadwayi        | Murrill                     | 1917           |
| Chamaeota dextrinoidespora | Z.S. Bi                     | 1988           |
| Chamaeota insignis         | Pegler                      | 1965           |
| Chamaeota longipes         | Wichanský                   | 1967           |
| Chamaeota pusilla          | (Pat. & Gaillard) Beardslee | 1934           |
| Chamaeota sinica           | J.Z. Ying                   | 1995           |
| Chamaeota subolivascens    | Courtec.                    | 1991           |
| Chamaeota tropica          | Pegler                      | 1983           |